# Dara Ó Briain
Front Rowⓘ

BBC Radio 4 (2012)

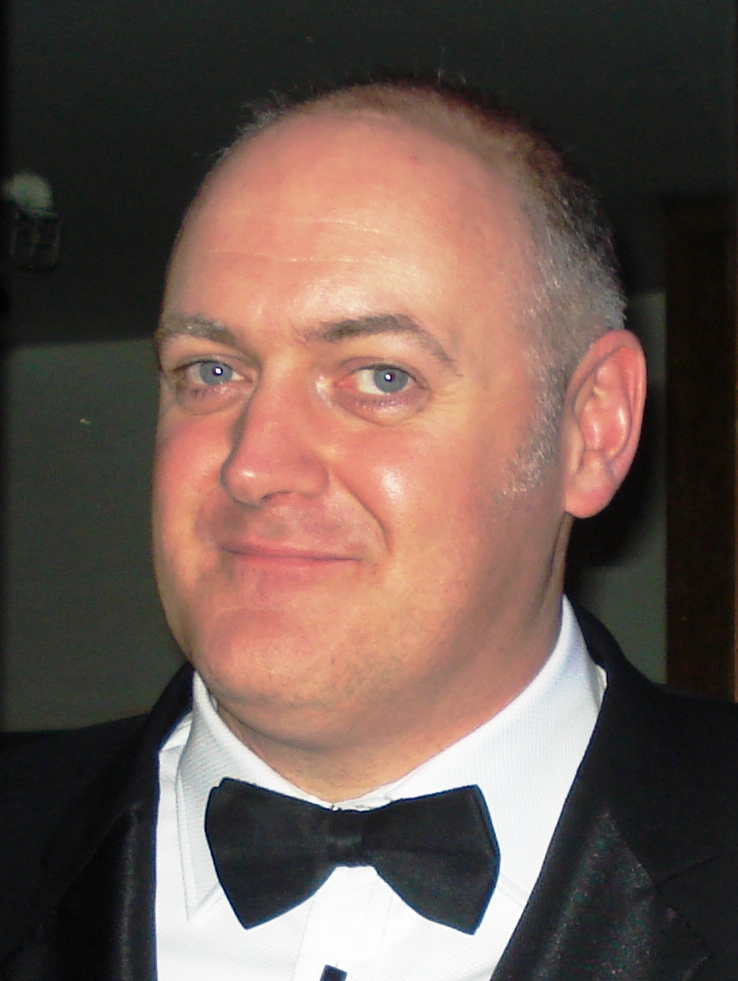
Dara Ó Briain (2011)

Dara Ó Briain (* 4. Februar 1972 in Bray, County Wicklow) ist ein irischer Stand-up-Komiker, Fernsehmoderator und Autor.

## Leben
Ó Briain besuchte eine katholische Knabenschule in Dublin und studierte später Mathematik und Theoretische Physik am University College Dublin. Zu dieser Zeit nahm er mit Erfolg am Debattierclub teil und produzierte die Universitätszeitung mit. Nach seinem Abschluss arbeitete er als Moderator von Kinder- und Familiensendungen für den öffentlichen Rundfunksender RTÉ. Nach einigen Jahren begann er, als Stand-up-Komiker durch Europa zu touren und wurde in der englischsprachigen Welt zusehends bekannt und erfolgreich, so dass er häufig über 150 Auftritte pro Tour absolviert.
Seit 2006 tritt er in der Dokumentarserie Three Men in a Boat auf. Bekannt ist er in Großbritannien auch als Co-Moderator der Fernsehshows The Panel und Mock the Week. Im Jahr 2022 nahm er auf Wunsch seiner Kinder an der 14. Staffel von Taskmaster teil, die er gewinnen konnte. Dadurch qualifizierte er sich für die Spezialausgabe Champion of the Champions III, die 2024 ausgestrahlt wurde.

## Autor
Mit Beyond the Sky legte Ó Briain 2017 Wissenschaftsbuch für Kinder vor, dem im Herbst 2018 ein zweites mit dem Titel Secret Science folgte. 2020 erschien mit Is There Anybody Out There? sein drittes Kinderbuch.

## Privates
Ó Briains Vater legte Wert auf die Emanzipation der Iren und ihrer Sprache, und änderte den im Englischen abgewandelten Familiennamen „O’Brien“ zurück in die ursprüngliche irische Form. Bis heute kommuniziert Ó Briain mit seinem Vater ausschließlich auf Irisch.
Ó Briain ist seit 2006 mit Susan, einer Chirurgin, verheiratet. Die beiden leben mit ihren drei Kindern in London.
2015 wurde ein Asteroid nach ihm benannt ((4901) Ó Briain).

## Stand-Up-Programme
- Live At The Theatre Royal (2006)
- Talks Funny - Live in London (2008)
- This Is the Show (2010)
- Craic Dealer - Live 2012 (2012)
- Crowd Tickler (2015)